# Malgaština

Dialektální mapa malgaštiny

Malgaština (malgašsky fiteny malagasy) je jazyk, jímž se hovoří především na Madagaskaru a okolních ostrovech. Není příbuzný s žádnými dalšími africkými jazyky – Madagaskar byl osídlen austronéskými mořeplavci zpoza Indického oceánu zhruba v 2.–5. století, a malgaština tak patří do skupiny malajsko-polynéských jazyků, mezi nimiž má nejblíže k baricijským jazykům, jimiž se hovoří na jihovýchodním Borneu. Největší část slovní zásoby sdílí s maanyanštinou, kterou se hovoří v povodí bornejské řeky Barito. Obsahuje rovněž řadu přejímek z arabštiny a bantuských jazyků, jmenovitě ze svahilštiny, a dále ze sanskrtu a z francouzštiny.
Původně (patrně zhruba od 15. století) byla zapisována písmem sorabe (derivát arabského písma uzpůsobený malgaštině), které bylo v polovině 19. století nahrazeno latinkou, jíž se k zápisu používá dodnes. Velmi silná je v tomto jazyce ústní básnická tradice – nejznámějším dílem je Ibonia, národní epos popisující činy stejnojmenného hrdiny.

## Nářečí malgaštiny
Standardní malgaština vychází především z jazyka či dialektu Merina, jímž se hovoří v centrální části ostrova, v širším okolí hlavního města Antananarivo. Merinští králové během 19. století sjednotili Madagaskar pod svou vládu, a proto se jazyk tohoto kmene stal dominantním. Na Madagaskaru však existuje asi desítka jejích variant, často označovaných jako nářečí. Ty velmi zhruba kopírují rozdělení etnických skupin Madagaskaru a sdílejí spolu společnou základní slovní zásobu. Naproti tomu SIL International malgaštinu označuje za makrojazyk
a jednotlivá "nářečí" jako jazyky. Variace se týkají v různém rozsahu místních výrazů (např. "hvězda" – "kintana" ve standardní malgaštině, ale "basia" pro Bara) a pozměněné výslovnosti (např. "pláž" – "moron-dranomasina" ve standardní malgaštině, ale "amoron-dranomasiñy" pro Antankarana). Kvůli tomu jsou některá (zvláště geograficky vzdálená) nářečí malgaštiny mezi sebou srozumitelná jen s obtížemi. Následuje výčet nářečí dle Ethnologue s příslušnými jazykovými kódy:
- Antankarana xmv
- Bara bhr
- Masikoro msh
- Plateau plt
- Sakalava skg
- Severní Betsimisaraka bmm
- Jižní Betsimisaraka bjq
- Tandroy-Mahafaly tdx
- Tanosy txy
- Tsimihety xmw
- Bushi (používaný na Mayotte) buc

## Příklady

### Číslovky
| Malgašsky | Česky |
| iray      | jeden |
| roa       | dva   |
| telo      | tři   |
| efatra    | čtyři |
| dimy      | pět   |
| enina     | šest  |
| fito      | sedm  |
| valo      | osm   |
| sivy      | devět |
| folo      | deset |

## Vzorový text
Otčenáš (modlitba Páně):
Raynay izay any an-danitra,
hohamasinina anie ny anaranao.
Ho tonga anie ny fanjakano.
Hatao anie ny sitraponao etỳ an-tany
nochi ipan ni tlaltepactli queja mochijtoc
tahaka ny any an-danitra.
Omeo anay anio izay
hanina sahaza ho anay.
Ary mamelà ny helokay tahaka ny
namelanay izay meloka taminay.
Ary aza mitondra anay ho
amin’ny fakam-panahy fa
manafaha anay amin’ny ratsy.

### Všeobecná deklarace lidských práv
| malgašsky | Teraka afaka sy mitovy zo sy fahamendrehana ny olombelona rehetra. Samy manan-tsaina sy fieritreretana ka tokony hifampitondra ampirahalahiana. |
| česky     | Všichni lidé se rodí svobodní a sobě rovní co do důstojnosti a práv. Jsou nadáni rozumem a svědomím a mají spolu jednat v duchu bratrství.      |